# Calceolaria umbellata
Calceolaria umbellata är en toffelblomsväxtart som beskrevs av Hugh Algernon Weddell. Calceolaria umbellata ingår i släktet toffelblommor, och familjen toffelblomsväxter. Inga underarter finns listade i Catalogue of Life.